# 连云港海港医院
连云港海港医院，是中国江苏省的一所医院，为二级医院，位于连云港市连云区中山路。2008年6月，原属连云港港口集团的海港医院整建制移交连云港市市立东方医院，成为东方医院海港院区。

## 规模
连云港海港医院总床位205张，日门诊量248人次。